# Habranthus immaculatus
Habranthus immaculatus är en amaryllisväxtart som beskrevs av Hamilton Paul Traub och Clint. Habranthus immaculatus ingår i släktet Habranthus och familjen amaryllisväxter. Inga underarter finns listade i Catalogue of Life.